# Cantiere navale di Gdynia
Il cantiere navale di Gdynia (polacco: Stocznia Gdynia SA) è stato uno stabilimento di costruzioni navali fondato nella città di Gdynia nel 1922, in liquidazione dal maggio 2009, dove sono state costruite più di 600 navi. Il cantiere anche dopo essere stato posto in liquidazione ha mantenuto il proprio ufficio di progettazione collaborando con il Politecnico di Danzica e il Centro per la tecnologia navale. Ricevette la certificazione di qualità ISO 9001.

## Storia
Il cantiere è stato fondato il 3 novembre 1922 nel porto di Gdynia località del corridoio di Danzica appartenente alla Città Libera di Danzica, con la denominazione di "Cantiere navale di Gdynia" come società a responsabilità limitata che il 31 dicembre 1927 venne trasformata in società per azioni con la denominazione "Stocznia Gdyńska" SA.
Durante la seconda guerra mondiale, con l'occupazione tedesca della Polonia il cantiere navale fu rilevato dalla Deutsche Werke AG di Kiel, di cui il cantiere navale di Gdynia divenne una filiale. durante il conflitto nel cantiere navale vennero realizzati per la Kriegsmarine unità di superficie e U-Boote.
Al termine della seconda guerra mondiale con la sconfitta della Germania, Gdynia entrò a far parte della Polonia e
dal maggio 1945 venne avviata la ricostruzione dopo le incursioni dell'ottobre 1943 e 1944 e il 14 giugno 1945, il dipartimento marittimo del ministero dell'Industria ha costituito l'Unione cantieri navali polacchi (polacco: Zjednoczone Stocznie Polskie; acronimo: ZSP) con sede a Danzica, le cui prime decisioni furono quelle di nominare le commissioni incaricate di subentrare ai russi nei cantieri da loro occupati.
Nel 1950, conformemente all'ordinanza del Ministro della navigazione del 20 febbraio, l'Unione cantieri navali polacchi venne trasformata in Industria Centrale di costruzioni navali (in polacco: Centralny Zarząd Przemysłu Okrętowego; acronimo: CZPO) che raggruppava quattro imprese di proprietà statale: Cantiere navale di Danzica, Cantiere navale settentrionale (ex fabbrica vagoni), Cantiere navale di Gdynia e Cantiere navale di Stettino.
Il 30 marzo 1950 il cantiere venne denominato Cantiere navale "Comune di Parigi".
Nel novembre 1952 venne consegnata all'Unione Sovietica, una nave da carico, la prima di una serie di 35 unità del genere. Tra il 1959-1963 nell'ambito dei lavori di ampliamento del cantiere navale, venne realizzato il primo bacino di carenaggio, adatto alla costruzione di navi con una capacità di carico di 100 000 tonnellate. il bacino aveva una dimensione di 241,6 m × 40,5 m e una profondità 8 m e aveva una gru con una capacità di sollevamento di 500 tonnellate. La sua costruzione durò due anni e costò all'epoca circa un miliardo di Złoty. Il progetto dei lavori venne fatto da uno studio di progettazione polacco.
Il 29 novembre 1960 nel cantiere venne realizzata per un armatore indonesiano la piccola nave da carico "Lengkeng", dalla lunghezza di 65,8 m e 950 tonnellate di portata lorda, che è stata la centesima realizzazion del cantiere.
Il 2 ottobre 1963 venne varata la nave mercantile "Francesco Nullo" con una capacità di 11,6 mila tonnellate la prima nave costruita in Polonia in un bacino di carenaggio.
La fine degli anni sessanta ha visto ulteriore sviluppo dello stabilimento, dovuto alla costruzione per i norvegesi di 13 navi portarinfuse da 26 000 tonnellate.
Il 17 dicembre 1970 i lavoratori del cantiere scioperi in seguito ad un improvviso aumento dei prezzi del cibo e di altri beni di consumo, tornarono al lavoro dopo le repressioni da parte dell'Armata popolare polacca e dalla milizia cittadina.
Il 30 ottobre 1976 entrò in funzione il secondo bacino di carenaggio nel cantiere, che misurava 300 m × 70 m, adatto per la costruzione di navi con una capacità fino a 300 000 tonnellate.
Con la fine del regime comunista in Polonia, il 29 novembre 1991 l'impresa statale venne trasformata in una società per azioni della Tesoreria di Stato, "Stocznia Gdynia SA".
Nel 1993, a causa di difficoltà finanziarie del cantiere navale, il Consiglio dei ministri ha deciso di ristrutturare il proprio debito, a seguito del quale le banche sono diventate proprietarie delle sue azioni, che successivamente vennero cedute ad un Fondo di investimento che divenne l'azionista chiave. Nel 1996 è diventato presidente del Consiglio di sorveglianza e, dal 1997 al 2003, è stato presidente del consiglio di amministrazione del cantiere.
Dal 1989 al 1998 presidente della commissione istituzionale di Solidarność al cantiere navale di Gdynia è stato Janusz Śniadek, che nel 2002 venne eletto presidente di Solidarność alla cui guida venne riconfermato nel settembre del 2006.
Nel 1999, il cantiere ha ricevuto un'offerta di acquisto dal gruppo finlandese Kvaerner Masa-Yards, ma tale transizione non ebbe luogo.
Nel 2003, il cantiere di Gdynia ha conquistato il primo posto in Europa e il quindicesimo al mondo per volume di produzione espressa in stazza lorda compensata.
Il 6 novembre 2008, la Commissione europea ha riconosciuto illegali gli aiuti pubblici concessi dal governo polacco ai cantieri navali di Gdynia e Stettino. Secondo il piano concordato con la Commissione, i cantieri di Gdynia e Stettino dovevano essere messi in vendita.
Nel maggio 2009, la Stichting Particulier Fonds Greenrights ha acquistato le attività fondamentali dei cantieri navali di Gdynia e Stettino e il 17 giugno ha ricevuto le garanzie della Banca araba e della Banca centrale del Qatar. L'investitore ha dovuto pagare per i beni dello Stocznia Gdynia più di 287 milioni di zloty. Il 25 giugno 2009, il Ministero degli Affari Interni e dell'Amministrazione ha emesso un accordo formale sulla vendita dei beni di Stocznia Gdynia SA, necessario per i soggetti esterni allo Spazio economico europeo. La Polish Shipyards Company è stata registrata dal Tribunale di Varsavia il 21 luglio. Il suo capitale sociale ammontava a 100 000 zł.
Il 31 maggio 2009 il cantiere è stato posto in liquidazione, e i lavoratori licenziati. L'ultimo varo è avvenuto il 25 aprile 2009.